# Mitchel Bakker
Mitchel Bakker (Purmerend, 20 de junio de 2000) es un futbolista neerlandés. Juega de defensa y su equipo es el Atalanta B. C. de la Serie A de Italia.

## Trayectoria
Empezó a formarse como futbolista desde muy pequeño en la disciplina del AFC Ajax. Estuvo ascendiendo de categorías hasta que en 2017 finalmente subió al segundo equipo, el Jong Ajax. Jugó en la Eerste Divisie durante una temporada, donde llegó a jugar 15 partidos. En la temporada 2018/19 subió al primer equipo haciendo su debut el 26 de septiembre de 2018 en un partido de la Copa de los Países Bajos contra el HVV Te Werve, disputando los 90 minutos de partido.
El 7 de julio de 2019 se confirmó su traspaso al París Saint-Germain hasta junio de 2023. Cumplió la mitad del contrato, ya que en julio de 2021 fue traspasado al Bayer 04 Leverkusen. En Alemania también estuvo dos años antes de fichar por el Atalanta B. C. en julio de 2023. Con este equipo ganó la Liga Europa de la UEFA y en agosto de 2024 regresó al fútbol francés al ser cedido al Lille O. S. C.

## Estadísticas

### Clubes
Actualizado al último partido disputado el 10 de mayo de 2025.
| Club                              | Div.          | Temporada     | Liga  | Liga  | Copas nacionales | Copas nacionales | Copas internacionales | Copas internacionales | Total | Total |
| Club                              | Div.          | Temporada     | Part. | Goles | Part.            | Goles            | Part.                 | Goles                 | Part. | Goles |
| --------------------------------- | ------------- | ------------- | ----- | ----- | ---------------- | ---------------- | --------------------- | --------------------- | ----- | ----- |
| Jong Ajax · Países Bajos          | 2.ª           | 2017-18       | 15    | 0     | —                | —                | —                     | —                     | 15    | 0     |
| Jong Ajax · Países Bajos          | 2.ª           | 2018-19       | 22    | 0     | —                | —                | —                     | —                     | 22    | 0     |
| Jong Ajax · Países Bajos          | Total club    | Total club    | 37    | 0     | 0                | 0                | 0                     | 0                     | 37    | 0     |
| Ajax de Ámsterdam · Países Bajos  | 1.ª           | 2018-19       | 0     | 0     | 2                | 0                | 0                     | 0                     | 2     | 0     |
| Ajax de Ámsterdam · Países Bajos  | Total club    | Total club    | 0     | 0     | 2                | 0                | 0                     | 0                     | 2     | 0     |
| París Saint-Germain F. C. Francia | 1.ª           | 2019-20       | 1     | 0     | 4                | 0                | 0                     | 0                     | 5     | 0     |
| París Saint-Germain F. C. Francia | 1.ª           | 2020-21       | 26    | 0     | 3                | 0                | 10                    | 0                     | 39    | 0     |
| París Saint-Germain F. C. Francia | Total club    | Total club    | 27    | 0     | 7                | 0                | 10                    | 0                     | 44    | 0     |
| Bayer 04 Leverkusen · Alemania    | 1.ª           | 2021-22       | 25    | 1     | 1                | 0                | 4                     | 0                     | 30    | 1     |
| Bayer 04 Leverkusen · Alemania    | 1.ª           | 2022-23       | 28    | 3     | 1                | 0                | 11                    | 1                     | 40    | 4     |
| Bayer 04 Leverkusen · Alemania    | Total club    | Total club    | 53    | 4     | 2                | 0                | 15                    | 1                     | 70    | 5     |
| Atalanta B. C. · Italia           | 1.ª           | 2023-24       | 14    | 1     | 1                | 0                | 5                     | 0                     | 20    | 1     |
| Atalanta B. C. · Italia           | 1.ª           | 2024-25       | 1     | 0     | ―                | ―                | 1                     | 0                     | 2     | 0     |
| Atalanta B. C. · Italia           | Total club    | Total club    | 15    | 1     | 1                | 0                | 6                     | 0                     | 22    | 1     |
| Lille O. S. C. Francia            | 1.ª           | 2024-25       | 24    | 3     | 3                | 0                | 8                     | 1                     | 35    | 4     |
| Lille O. S. C. Francia            | Total club    | Total club    | 24    | 3     | 3                | 0                | 8                     | 1                     | 35    | 4     |
| Total carrera                     | Total carrera | Total carrera | 156   | 8     | 15               | 0                | 39                    | 2                     | 210   | 10    |
| 1. 2.                             |               |               |       |       |                  |                  |                       |                       |       |       |

## Palmarés

### Títulos nacionales
| Título                     | Club                      | País    | Año  |
| -------------------------- | ------------------------- | ------- | ---- |
| Ligue 1                    | Paris Saint-Germain F. C. | Francia | 2020 |
| Copa de Francia            | Paris Saint-Germain F. C. | Francia | 2020 |
| Copa de la Liga de Francia | Paris Saint-Germain F. C. | Francia | 2020 |
| Supercopa de Francia       | Paris Saint-Germain F. C. | Francia | 2020 |
| Copa de Francia            | Paris Saint-Germain F. C. | Francia | 2021 |

### Títulos internacionales
| Título                 | Equipo         | Sede   | Año  |
| ---------------------- | -------------- | ------ | ---- |
| Liga Europa de la UEFA | Atalanta B. C. | Dublín | 2024 |